# Jan Thilo Haux

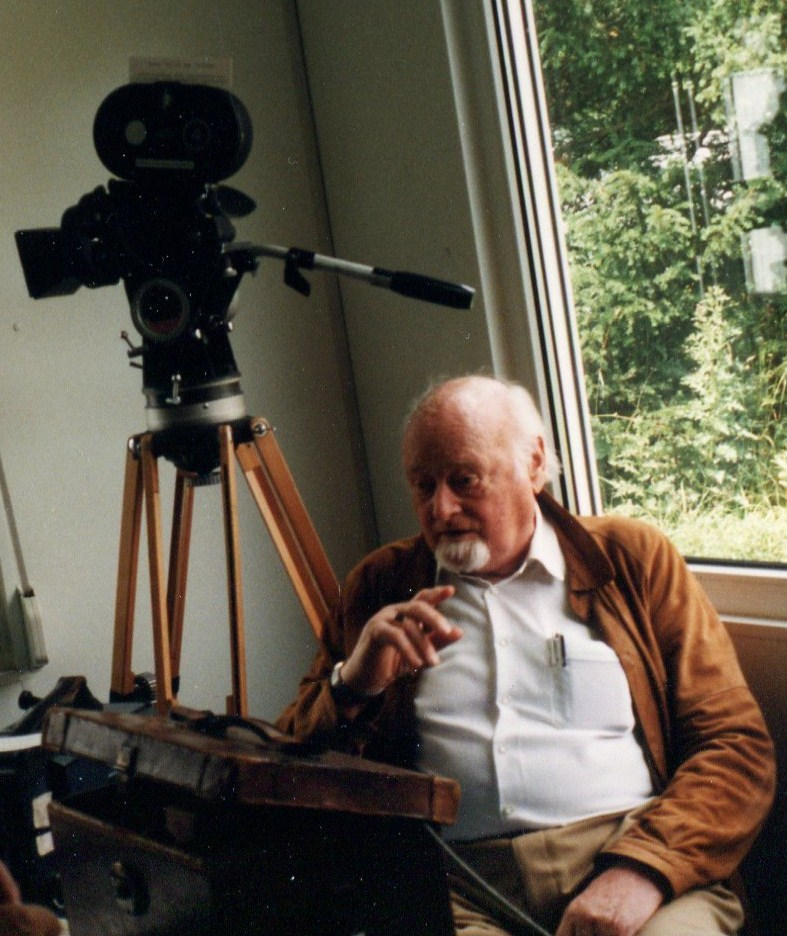
Jan Thilo Haux

Jan Thilo Haux (* 7. Oktober 1919 in Bremen; † 15. April 2001 in Hamburg) war ein deutscher Regieassistent, Kameramann und Fernsehmoderator. Er ist der Enkel des Industriemanagers Ernst Theodor Haux (*1863–1938).

## Beruf
Mit seinem Schulfreund Rudolf Werner Kipp gründete Haux 1942 u. a. zusammen mit Heinrich Klemme die „Herstellungsgruppe Atlantis“ und drehte unter anderem einen Dokumentarfilm für die UFA auf Rügen. Nach dem Zweiten Weltkrieg verdiente er einige Zeit lang er als Maler seinen Lebensunterhalt, indem er Bilder an amerikanische Besatzungssoldaten verkaufte.
Jan Thilo Haux war im Jahr 1950 Kameramann bei dem Kurz-Dokumentarfilm Sächsisches Gold. Die gleiche Funktion hatte er auch 1952 in dem Kurz-Dokumentarfilm Deutsche Fußballmeisterschaft 1952. Bei dem Film In der Bogenstraße fing es an (1955) war er verantwortlich für die Regie. Dieser Film wurde von seiner eigenen Produktionsfirma Thilo Film mit ihrem Sitz in Hamburg hergestellt. Haux drehte darüber hinaus mit Max H. Rehbein, Thilo Koch und Rüdiger Proske.
Außerdem war Haux erster und langjähriger Kameramann bei der Wochenschau (1946–1952). Die ersten Filmberichte wurden da noch auf 35-mm-Kinofilmmaterial gedreht. Ab 1950 arbeitete er beim Aufbau des NWDR mit und drehte immer mehr Berichte in dem preisgünstigeren und platzsparenden 16-mm-Filmmaterial. Haux war ab 1953 als Chefkameramann bei der Nachrichtensendung Tagesschau in der ARD tätig. 1964 wurde er Chefkameramann des NDR, wo er für einen baldigen Wechsel von Film zu Video eintrat. 1972 war Haux Chefkameramann für die Filmberichterstattung der Olympischen Spiele in München. 1984 wurde er beim NDR pensioniert. 1990 erhielt er den Deutschen Kamerapreis.

## Film als Hobby
Von 1965 bis 1972 war Haux auch Autor und Redakteur der Fernsehreihe Film als Hobby, in der er zusammen mit Max Rendez (der war zu der Zeit Berliner Regionalleiter des Bundes Deutscher
Filmamateure (BDFA)) den Fernsehzuschauern in 59 Sendungen von Filmamateuren eingereichte Beiträge vorstellte und diskutierte. Diese Reihe mündete dann 1980 in einem 14-teiligen Fernsehkurs Film als Hobby, in der das Schneiden, Zusammenstellen und Vertonen von 8-mm-Amateurfilm demonstriert wurde und zu der unter dem Namen von Haux und Rendez auch Ratgeber-Literatur herausgegeben wurde. Passend zur Serie wurden unter ihrem Namen auch Schallplatten mit Musik und Geräuschen zum Nachvertonen veröffentlicht. 1973 stellte er auch eine ganze Berichtereihe über Gartenanbau und -gestaltung im verpönten 8-mm-Filmformat her, zu der ebenfalls eine Ratgeberreihe erschien.
Danach folgte dann auch eine Sendereihe mit dem Titel Foto als Hobby, in der Haux unter anderem Tipps zur Bildgestaltung und Aufnahmetechnik vermittelte. Mit der Idee einer Sendereihe Video als Hobby konnte er sich zu der Zeit noch nicht durchsetzen. „Video“ wurde bei den Fernsehproduzenten Anfangs noch als „Kinderkram“ abgetan. Ende 1980 wurden dann doch drei Sendungen zu je 45 Minuten ausgestrahlt, die aus prämierten Video-Beiträgen von Amateurfilmern zusammengestellt wurden. Beworben wurden die Sendungen als Zuschauer machen Programm und können somit als frühes Beispiel eines Bürgerfernsehens angesehen werden.